# Beauchamps (Somme)
Beauchamps település Franciaországban, Somme megyében. Lakosainak száma 943 fő (2022. január 1.). Beauchamps Incheville, Bouvaincourt-sur-Bresle, Dargnies, Embreville és Gamaches községekkel határos.

## Népesség
A település népességének változása:
| Lakosok száma | 1020 | 1006 | 996  | 991  | 988  | 973  | 958  | 943  |
|               | 2013 | 2015 | 2017 | 2018 | 2019 | 2020 | 2021 | 2022 |